# Alfons Goppel

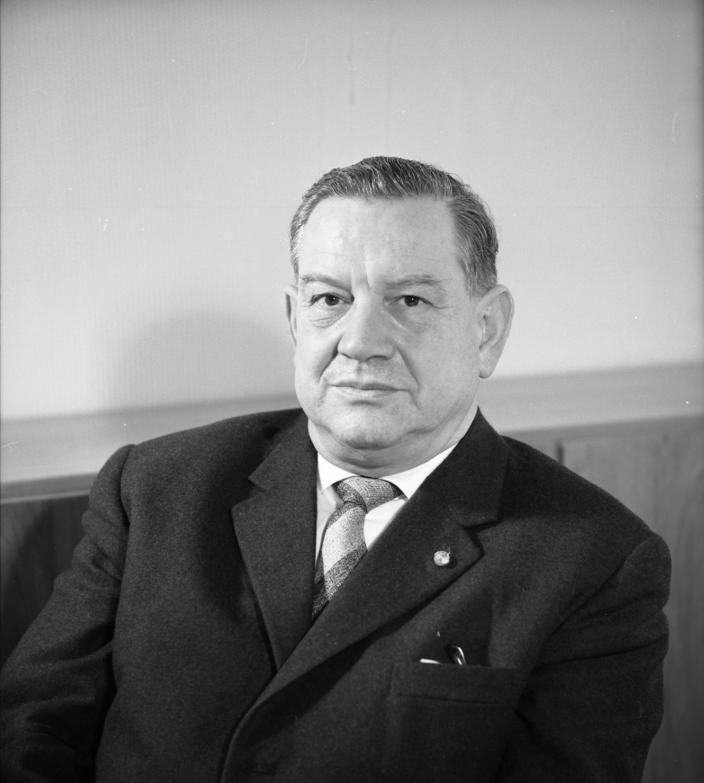
Alfons Goppel, 1963

Alfons Goppel (* 1. Oktober 1905 in Reinhausen, Bezirksamt Stadtamhof (heute Regensburg); † 24. Dezember 1991 in Johannesberg, Landkreis Aschaffenburg) war ein deutscher Politiker (CSU). Von 1962 bis 1978 war er Ministerpräsident von Bayern.

## Leben und Wirken

### Herkunft und Familie

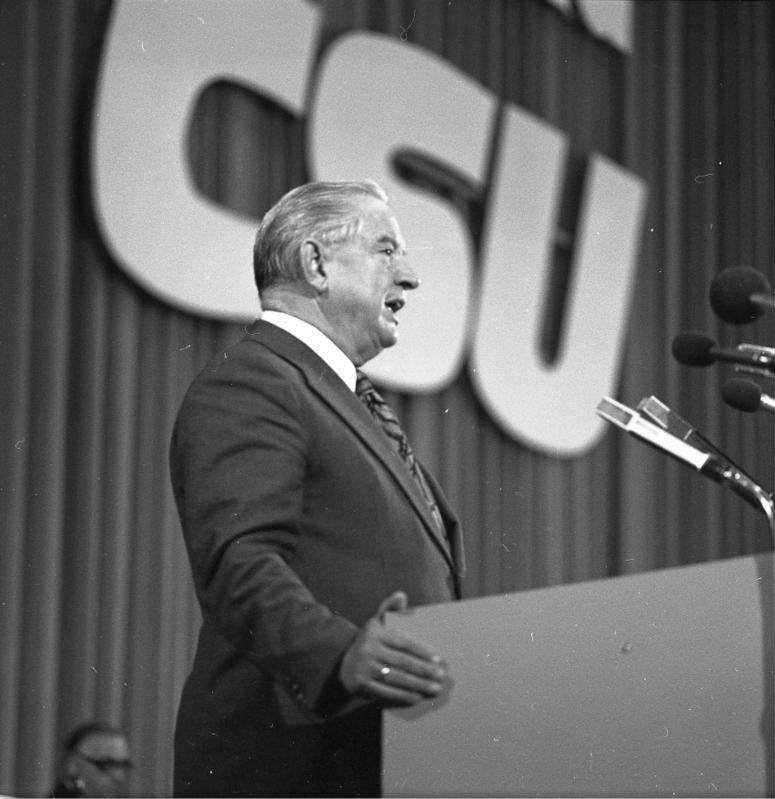
Alfons Goppel, 1975

Alfons Goppel war das vierte von neun Kindern einer einfachen Handwerkerfamilie, aus Reinhausen bei Regensburg stammend. Seine ältere Schwester Elisabeth ist die Mutter des emeritierten Bischofs von Augsburg, Konrad Zdarsa.
Mit seiner Frau Gertrud (geborene Wittenbrink) hatte er sechs Söhne, darunter den Politiker Thomas Goppel, den ehemaligen Director-General der Euratom Supply Agency Michael Goppel, den ehemaligen Chefarzt der inneren Medizin und ärztlichen Direktor der Klinik Mühldorf am Inn Ludger Goppel und den ehemaligen Direktor der Akademie für Naturschutz und Landschaftspflege Christoph Goppel.
Christoph, Thomas, Alfons und Gertrud Goppel (beide Kinder von Ludger Goppel) sind bis heute (2020) in der von Alfons Goppel gegründeten Alfons Goppel Stiftung aktiv; Gerhard Hess ist Vorstandsvorsitzender.

### Berufliche und politische Laufbahn
Von 1916 bis 1925 besuchte er das Alte Gymnasium am Ägidienplatz, die Vorläuferschule des Albertus-Magnus-Gymnasiums. Nach dem Abitur studierte Goppel von 1925 bis 1929 Rechtswissenschaften in München. Hier wurde er aktives Mitglied der katholischen Studentenverbindungen KStV Erwinia, später auch der KStV Agilolfia Regensburg, der KSStV Alemannia München und der KStV Ottonia München, alle im Kartellverband katholischer deutscher Studentenvereine (KV). Nach Beendigung seiner juristischen Ausbildung ließ Goppel sich zunächst als Anwalt in Regensburg nieder, wo er 1933 die Kanzlei des nach Palästina geflohenen jüdischen Anwalts Isaak Meyer (1890–1940) übernahm. Im Jahr 1934 wechselte er in den Staatsdienst: Stationen seiner beruflichen Laufbahn waren zunächst die Stelle eines Gerichtsassessors am Amtsgericht Mainburg, dann Staatsanwalt am Landesgericht Kaiserslautern und 1938 Amtsgerichtsrat in Aschaffenburg.
Seine politische Karriere begann 1930 mit dem Eintritt in die Bayerische Volkspartei. Er wurde im November 1933 Mitglied der SA und trat zum 1. Mai 1937 der NSDAP bei (Mitgliedsnummer 5.495.933).
1937 meldete er sich freiwillig zur Wehrmacht. Im Zweiten Weltkrieg war Goppel an der Westfront und an der Ostfront eingesetzt. Zuletzt war er Oberleutnant d. R. und Waffen- und Taktiklehrer an der Infanterieschule Döberitz.
Nach dem Zweiten Weltkrieg schloss Goppel sich der 1945 gegründeten Christlich-Sozialen Union an. 1947 wurde er zum Landrat des Landkreises Aschaffenburg gewählt, vom Innenministerium allerdings mit Hinweis auf seine NSDAP-Mitgliedschaft nicht bestätigt. 1952 wurde er zweiter Bürgermeister der Stadt Aschaffenburg. Nach der Landtagswahl in Bayern 1954 wurde er Abgeordneter des Bayerischen Landtags. Er zog nach den Landtagswahlen 1958, 1962, 1966, 1970 und 1974 wieder in den Landtag ein.
Von 1957 bis 1958 war Goppel Staatssekretär im Bayerischen Justizministerium (Kabinett Seidel I).
Im Kabinett Seidel II war er Innenminister; ebenso im Kabinett Ehard IV unter Ministerpräsident Hans Ehard.

### Goppel als Bayerischer Ministerpräsident
Am 11. Dezember 1962 wurde Goppel Bayerischer Ministerpräsident; sein Vorgänger Ehard wechselte als Justizminister in das Kabinett Goppel I.
Goppel war 16 Jahre bayerischer Ministerpräsident und damit der bisher am längsten amtierende. Die unter seiner Spitzenkandidatur erreichten 62,1 % der Wählerstimmen bei der Landtagswahl 1974 sind bis heute das beste Ergebnis für die CSU und das zweitbeste Ergebnis, das eine Partei bei einer Landtagswahl in Deutschland je erzielte. Übertroffen wurde dies lediglich 1948, als die (West-)Berliner SPD unter Ernst Reuter 64,5 % der Stimmen erzielte. Goppels größtes Verdienst während seiner 16-jährigen Amtszeit ist ein tiefgreifender Strukturwandel Bayerns, der in den 1960- und 1970er-Jahren Bildung, Infrastruktur und Industrie modernisierte. Neue Gymnasien und Universitäten wurden eröffnet; auf dem Land wurden viele Straßen asphaltiert, zukunftsträchtig erscheinende Branchen wie der Fahrzeug- und Maschinenbau, die Luft- und Raumfahrtindustrie und die Atomindustrie wurden gefördert. Damit wurde das von der Landwirtschaft geprägte Bayern zu einem führenden Industriestandort innerhalb der Bundesrepublik Deutschland; es wurde im Länderfinanzausgleich vom Empfängerland zum Geberland. Unter Goppel begann 1971 auch die Gebietsreform in Bayern. Von 1967 bis 1968 war er zudem Bevollmächtigter der Bundesrepublik Deutschland für kulturelle Angelegenheiten im Rahmen des Vertrags über die deutsch-französische Zusammenarbeit.
1978 kandidierte der CSU-Vorsitzende Franz Josef Strauß als Nachfolger des aus Altersgründen nicht mehr antretenden Goppel bei den Landtagswahlen und wurde zum Ministerpräsidenten gewählt.

### Späte Jahre
Goppel zog nach der Europawahl 1979 ins Europäische Parlament ein und war bis 1984 Mitglied des Europäischen Parlaments. Am 8. Januar 1980 genehmigte das Bayerische Staatsministerium des Inneren die Alfons Goppel Stiftung als öffentliche Stiftung des bürgerlichen Rechts mit dem Sitz in München (gemäß § 80 des Bürgerlichen Gesetzbuches und Art. 3, 5 und 6 des Stiftungsgesetzes). Sie wurde am 15. Januar 1980 mit einem Festakt in der Bayerischen Akademie der Wissenschaften der Öffentlichkeit vorgestellt. In der Gründungsversammlung der Stiftung trug der damalige Landwirtschaftsminister Hans Eisenmann Goppel an, die Idee der Jugend- und Bildungsförderung in Entwicklungsländern mit seinem Namen zu verbinden.
Goppel stimmte zu und gab für seine Familie das Versprechen, sie werde sein Erbe vertrauens- und respektvoll weiterführen.

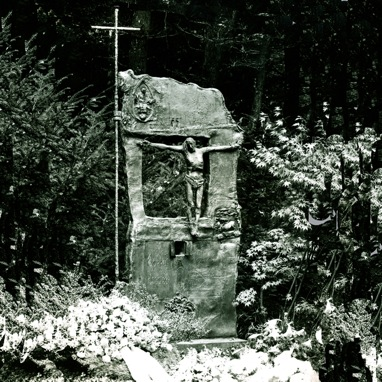
Grabdenkmal von Joseph Michael Neustifter.

Alfons Goppel starb an Heiligabend 1991 im Wohnhaus seines Sohnes Michael in Johannesberg und wurde auf dem Waldfriedhof in München beigesetzt.

## Auszeichnungen und Ehrungen (Auszug)

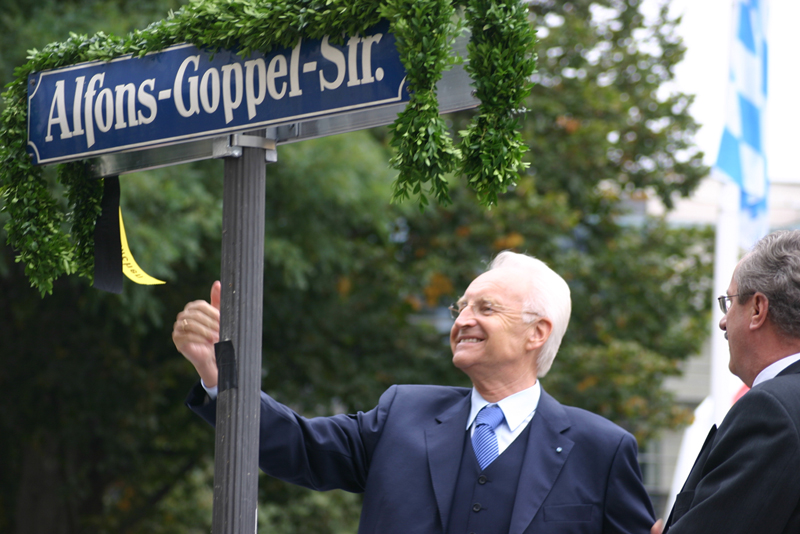
Straßenbenennung, in Anwesenheit von Edmund Stoiber und Christian Ude

Goppel wurde 1961 mit dem Bayerischen Verdienstorden und 1963 mit dem Großkreuz der Bundesrepublik Deutschland ausgezeichnet. 1965 wurde Goppel Ehrenbürger der Landeshauptstadt München, 1975 der Stadt Regensburg und 1981 der Stadt Hof. 1975 erhielt er das Großkreuz des Verdienstordens der Italienischen Republik sowie den Schlesierschild und 1977 die Verdienstmedaille des Landes Baden-Württemberg. 1981 wurde er mit der Lucius D. Clay Medaille für Verdienste um die deutsch-amerikanische Freundschaft geehrt. 1987 verlieh ihm der KV (ein Studentenverbindungs-Verband) die Georg-von-Hertling-Medaille.
In Schweinfurt ist ein Berufsschulzentrum nach ihm benannt. Aus Anlass seines 100. Geburtstages wurde am 1. Oktober 2005 in München die 283 Meter lange Alfons-Goppel-Straße, die in der Altstadt Maximilianstraße und Hofgartenstraße miteinander verbindet, nach ihm benannt. Weitere Straßen sind nach ihm bspw. auch in Nürnberg, Regensburg und Schweinfurt benannt. Zudem findet sich eine Alfons Goppel Straße in Loma Plata in Paraguay. 2008 folgte ein Platz in Aschaffenburg. Auch in Hof gibt es einen Alfons-Goppel-Platz.

## Veröffentlichungen
- Reden. Ausgewählte Manuskripte aus den Jahren 1958–1965. Echter-Verlag, Würzburg 1965.
- Bayern, Deutschland, Europa. Festschrift für Alfons Goppel. Hrsg. v. Ludwig Huber. Passavia-Verlag, Passau 1975.